# Proechimys guyannensis
Proechimys guyannensis és una espècie de mamífer rosegador de la família de les rates espinoses. Viu al Brasil, la Guaiana Francesa, la Guaiana, Surinam i Veneçuela. Es tracta d'un animal nocturn que s'alimenta de fruita, llavors i fongs. Els seus hàbitats naturals són els boscos primaris i secundaris. És una espècie en risc mínim, és a dir, no sembla que hi hagi cap amenaça significativa per a la seva supervivència. Tot i que ara mateix se la classifica com una sola espècie, és probable que les anàlisis moleculars acabin desembocant en la seva divisió en diverses espècies.